# Хрустальные горы
Хрустальные горы — цепь низких гор на западе центральной Африки. Проходят параллельно Атлантическому побережью и располагаются на территории Габона и Экваториальной Гвинеи между реками Огове на юге и Кампо на севере. Хрустальные горы относят к западному краю Южно-Гвинейской возвышенности. Средние высоты 600—800 метров. Высшая точка — гора Дана (1050 м). Горы сложены докембрийскими кристаллическими породами. Склоны покрыты влажными вечнозелёными экваториальными лесами.